# شهرستان کوزنلسکی
شهرستان کوزنلسکی (به لاتین: Kozelsky District) یک شهرستان در روسیه است که در استان کالوگا واقع شده‌است.